# Étienne Drioton
Étienne Drioton (Nancy, 1889. november 21. – Montgeron, 1961. január 17.) francia egyiptológus, régész és katolikus kanonok.

## Pályafutása
1936-ig a Louvre egyiptomi gyűjteményének gondnoka volt, majd 1936–1953 között a kairói Egyiptomi Múzeum főigazgatója. 1952-től ismét a Louvre-ban dolgozott, mint az egyiptomi gyűjtemény kurátora. A kopt régészet megalapozója, számos tanulmány és könyv szerzője. A Nag Hammádi-i lelet 1945-ös felbukkanása után őt bízták meg a feketepiacon eladott töredékek összegyűjtésével, felvásárlásával.

## Művei
1922 és 1959 között 12 könyve jelent meg.
- Cours de grammaire égyptienne, 1922
- Ce que l’on sait du théâtre égyptien, (Éditions de la Revue du Caire), Cairo, 1925
- Drioton, & Vandier, Les Peuples de l'Orient Méditerranéen : l'Égypte, Paris, 1938
- Le Musée Égyptien. Souvenir de la visite de Son Altesse Impériale le Prince Héritier d’Iran (Service des Antiquités de l’Égypte), Cairo, 1939
- Visite à Thèbes. Souvenir de la visite de Son Altesse Impériale le Prince Héritier d’Iran (Service des Antiquités de l’Égypte), Cairo, 1939
- Drioton, Étienne, & Lauer, Jean-Philippe, “The monuments of Zoser: Sakkarah,”  (Imprimerie de l’Institut Français d’Archéologie Orientale), Cairo, 1939
- Croyances et coutumes funéraires de l’ancienne Égypte, Cairo, 1943
- Les fêtes égyptiennes (Éditions de la Revue du Caire), Cairo, 1944
- Le jugement des âmes dans l’ancienne Égypte (Édition de la Revue du Caire), Cairo, 1949
- “Egyptian Art,” Golden Griffin Books, 1951
- L’Égypte (Les peuples de l’Orient méditerranéen II), Presses Universitaires de France, 1952
- L'Égypte pharaonique, 1959